# إيرينا سولوفيوفا
إيرينا بايانوفنا سولوفيوفا ( (بالروسية: Ирина Баяновна Соловьева)‏   ) (من مواليد 6 سبتمبر 1937)  ببلدة تولا اوبلست روسيا هي واحدة من خمس نساء تم اختيارهن في المجموعة النسائية ، وهي الآن رائدة فضاء سوفيتية متقاعدة. لم تطير إلى الفضاء مطلقًا ، ولكن تم اختيارها كنسخة احتياطية لفالنتينا تيريشكوفا ، أول امرأة في الفضاء عبر فوستوك 6 في يونيو 1963. تم اختيار سولوفيوفا أيضًا للسفر على فوسخود 5 ، حيث كانت ستصبح أول امرأة تمشي في الفضاء (ذهب هذا الشرف إلى سفيتلانا سافيتسكايا في عام 1984) ، ولكن تم إلغاء برنامج Voskhod  بعد Voskhod2 لصالح برنامج Soyuz .
قبل أن يتم تجنيدها كرائدة فضاء ، كانت سولوفيوفا بطلة العالم في المظليين السوفيتيين الوطنيين.
حصلت على وسام بيلاروسيا للخدمة للوطن الأم في القوات المسلحة من الدرجة الثالثة.

## التعليم
1959- تخرجت من معهد سفيردلوفسك بوليتكنيك بدرجة البكالوريوس في الهندسة الميكانيكية
1967 - تخرجت من أكاديمية جوكوفسكي للهندسة الجوية ، مونينو
1980- مرشح لدرجة العلوم النفسية

## تمرين
المظلي المدني
تدريب رواد الفضاء

## مقابلة رائدة فضاء
في يناير 1962 ، أرسلت DOSAAF ( جمعية تطوعية روسية للتعاون مع الجيش والطيران والبحرية ) ملفًا يضم 58 رائدة فضاء مرشحة وطيارًا ومظلات. من بينهم 40 ستتم مقابلتهم للخضوع لتدريب في TsPK (مركز تدريب رواد الفضاء أو Tsentr Podgotovki Kosmonavtov ) والتي ستجهز الفريق للرحلة : فوستوك 6 .
استعرض نيكولاي بتروفيتش كامانين الخطط مع 17 رائد فضاء فقط لـ TsPK .
عندما تمت مقابلة كامانين وموظفيه أخيرًا ، كان هناك 23 من أصل 58 مرشحة لرائدات الفضاء. كان يبحث عن الشباب ، واللياقة البدنية ، والذين خضعوا لتدريب الطيران والمظلات لمدة خمسة إلى ستة أشهر على الأقل.
نظرًا لكون مجموعة الطيارات السوفيتات محدودة ، فقد تم البحث أيضًا عن مرشحات محتملات كن المظليات الرياضيات النشيطات.

## مجموعة تدريب رائدة فضاء
تم اختيار مجموعة لبرنامج الفضاء المأهول - Vostok 6 بناءً على المؤهلات التالية:
- تحت سن 30 سنة
- أقل من 170 سم (5 '7 بوصات)
- تحت 70 كـغ (150 رطل)

تم اختيار خمس نساء سوفيتيات هن: كوزنتسوفا ، بونوماريوفا ، سولوفيوفا ، تيريشكوفا ، يوركينا في 16 فبراير 1962 ، وتلقين التدريب بعد شهر. ومع ذلك ، لم تحظ رحلة امرأة في الفضاء بدعم كبير من المصممين كوروليف أو قادة كامانين العسكريين.

### تمرين
خضعت مجموعة رائدات الفضاء الخمس لدورة كاملة من تدريب رواد الفضاء بما في ذلك الرحلات الجوية الخالية من الوزن والقفزات بالمظلات واختبارات العزل واختبارات أجهزة الطرد المركزي والدراسات الأكاديمية لنظرية الصواريخ وهندسة المركبات الفضائية. قامت النساء بـ 120 قفزة بالمظلات وتلقين تدريبًا تجريبيًا على طائرات التدريب MiG-15UTI
في مايو 1962 ، قام وفد سوفيتي ، بما في ذلك رائد الفضاء غيرمان تيتوف وكامانين ، بزيارة واشنطن. عند لقاء رائد الفضاء جون جلين ، علموا عن برنامج Mercury 13 ، وهو برنامج ممول من القطاع الخاص حيث تم اختيار 13 امرأة أمريكية من قبل ناسا لمشروع Mercury. كانت الطيارات قد اجتازن الاختبار البدني لرائدى الفضاء  وكن يمارسن الضغط ليتم تدريبهن كرواد فضاء لمشروع Mercury . علم كامانين من جلين أن أول امرأة أمريكية ستقوم برحلة ثلاثية حول عطارد بحلول نهاية عام 1962. عند مشاهدة المنافسة ، قرر كامانين المضي قدمًا في أول رحلة لسيدة سوفيتية في غضون أسابيع من عودته.
في المراحل الأولى من التدريب ، وضع نيكولاي كامانين سولوفيوفا في المراتب الأولى على الأرجح ليكون الأولى في الفضاء.